# گمج
گَمَج یا (به گیلکی: گٚمٚج /gɵmɵʤ/) یک نوع ظرف یا دیگ است که با خاک رس سرخ ساخته می‌شود که در آخر به شکل یک دیگ در می‌آید و در آن انواع غذاهای گیلانی مانند باقلاقاتوق و میرزاقاسمی پخت می‌شود. گَمَج بیشتر در شهر آستانهٔ اشرفیه ساخته می شود و از صنایع دستی این شهر است. بعضی این دیگ را برعکس کرده و بر روی آن کشتا و نان محلی می‌پزند. این قابلمه معمولاً با لعاب سبزرنگ ساخته می‌شود. گمج نوعی از ظروف سفالی پرمصرف و پرطرفدار استان گیلان است که همواره به دلیل خواص بی‌نظیر خود در طبخ و تهیهٔ غذاهای محلی و سنتی نظیر: قیمه، فسنجان، باقلاقاتوق، آبگوشت و غیره مورد توجه گردشگران داخلی و خارجی قرار گرفته‌است. در قدیم، که اشیاء فلزی به ندرت کاربرد داشت، گمج بهترین و اساسی‌ترین وسیلهٔ طبخ گیلانیان بوده و هنوز هم مردم گیلان این ظرف را چه برای مصارف آشپزی یا تزیینی مورد استفاده قرار می‌دهند و معتقدند که طبخ خورشت در آن راحت‌تر و مطبوع‌تر است. درپوش گمج، نوخون نام دارد.
این ظرف در قدیم، در رشت و در فروشگاه‌های مخصوص وسایل آشپزخانهٔ سنتی و نیز تمام شهرهای گیلان به‌راحتی یافت می‌شد. امروزه با آمدن ظروف جدید، استفادهٔ گمج و نوخون، حتی در روستاها نیز کاسته شده‌است. بازارهای روزِ هفتگی در گیلان، مناسب‌ترین محل خرید گمج و نوخون است. بااین‌حال، گمج و نوخون سوغات و هدیه به حساب می‌آید.

## معنی لغوی
گَمَج به معنای دیگ سفالین که در آن خوراک پزند؛ همچنین در زبان گیلکی به انسان‌های کم‌هوش و کودن نیز گفته می‌شود (به دلیل اندازهٔ بزرگ و محتوی خالی آن).

## مراحل ساخت
ابتدا گِل را بر روی چرخ‌های سفالی و به کمک دست شکل می‌دهند و سپس آن را در گوشه ای قرار می‌دهند تا کمی خشک شود، سپس پس از چند روز تمامی محصولات را وارد کوره‌های مخصوص پخت سفال قرار می‌دهند و محصولات سفالی پس از تحمل درجه حرارتی ۱۰۰۰ درجه سانتی گراد، به یک محصول سنتی تبدیل می‌شوند و مجدداً از کوره خارج شده و در گوشه ای قرار می‌دهند تا کمی خنک شوند.
سپس نوبت به لعاب زدن می‌رسد، لعاب پوششی است که بر روی سطح بیرونی و درونی و درپوش گمج زده می‌شود که خود دلیلی بر افزایش دوام و کیفیت این محصول سفالی است. هنگامی که لعاب به‌طور کامل بر روی این محصولات کشیده شود (به طوری که لعاب به انتها و زیر سطح بیرونی آن تجاوز نکند)، مجدداً نوبت به آن می‌رسد که آن‌ها را درون کوره‌های مخصوص پخت سفال قرار داده شود تا لعاب به درجه ای از استحکام و مرغوبیت برسد. رنگ لعاب گمج معمولاً به رنگ سبز است که آن را معمولاً از مخلوط پودر شیشه با قلع و سرب بدست می‌آورند.

## انواع آن
گمج‌های یک مرغی کوچک، دو مرغی متوسط، سه مرغی بزرگ و بزرگ‌تر از آن مخصوص مهمانهای اعیانی است.

## استفاده
بسیاری از غذا های گیلانی در گمج پخته می شوند اما گمج کباب فقط در گمج پخته میشود که ترکیباتی مانند کباب ترش دارد اما در گمخ پخته میشود.

## نکات استفاده و نگهداری از گمج
از آنجایی که پخت گمج به صورت سنتی انجام می‌شود و امکان ترک خوردن آن وجود دارد، رعایت یک سری نکات برای افزایش طول عمر گمج ضروری است.
اولین و مهم‌ترین نکته این است که حین پخت غذا با گمج به هیچ وجه از شعله‌ و حرارت بالا استفاده نکنید.
برای پخت غذا با گمج سفالی از شعله پخش‌کن مناسب استفاده کنید.
برای اولین بار هم قبل از پخت غذا داخل گمج آب سرد بریزید و اجازه دهید در مدت ۱ ساعت به آرامی آب به نقطه جوش برسد.